# Ludwig Landwehr
Ludwig Landwehr (* 13. Mai 1897 in Osnabrück; † 10. August 1981 in Osnabrück) war ein deutscher Politiker (KPD).

## Leben
Landwehr besuchte die Volksschule und arbeitete nach seiner Ausbildungszeit als Kassengehilfe bei der Stadtsparkasse Osnabrück. Seit 1911 war er Mitglied der SPD. Im Ersten Weltkrieg war er Soldat. Nach seiner Rückkehr bei Kriegsende arbeitete er als Beamtenanwärter bei der Stadtverwaltung Osnabrück und legte im Jahr 1923 die Verwaltungsdienstprüfung ab. 1920 trat Landwehr aus der SPD aus und der KPD bei, für die er in der Folgezeit verschiedene Funktionen ausübte. So war er 1924 Reichstagskandidat und bewarb sich mehrfach für ein Mandat der KPD für den Hannoverschen Provinziallandtag. Landwehr war seit 1922 Parteisekretär in Osnabrück. Im Jahr 1924 wurde er Redakteur der Arbeiter-Zeitung nach Bremen und gehörte dort der Bezirksleitung Nordwest an. 1926 wurde er wegen parteischädigenden Verhaltens aus der KPD ausgeschlossen. Im Dezember 1929 war er wieder in der KPD. Im Jahr 1932 wurde er Unterbezirksleiter. Nach der Machtergreifung der Nationalsozialisten wurde er am 22. März 1933 er wegen Vorbereitung zum Hochverrat wegen seiner Tätigkeit für die KPD angezeigt. Erst im Juni 1933 wurde er verhaftet und im November 1933 vom Sondergericht Hamm zu einem Jahr und drei Monaten Gefängnis verurteilt. Im September 1934 wurde er aus dem Gerichtsgefängnis Weener entlassen. Er zog 1935 nach Stuttgart. Zu Beginn des Zweiten Weltkriegs 1939 wurde er erneut verhaftet und ins KZ Buchenwald gebracht, aus dem er 1945 befreit wurde.
Im August 1945 wurde er mit der Einrichtung und Leitung einer Abteilung Wohnungsbau bei der Stadtverwaltung Osnabrück beauftragt, wurde aber wegen eines Verbotes von politischer Tätigkeit der Beamten zur Aufgabe dieser Stelle gezwungen. Er wurde daraufhin Leiter der Wirtschafts- und Kommunalabteilung der KPD für den Regierungsbezirk Braunschweig. Dem nach dem Zweiten Weltkrieg Ernannten Hannoverschen Landtag gehörte er vom 23. August 1946 bis zum 29. Oktober 1946 an. Danach gehörte er dem Niedersächsischen Landtag in den ersten drei Wahlperioden, insgesamt vom 3. November 1947 bis zum 5. Mai 1959 an. Im Landtag war er in der ersten Wahlperiode stellvertretender Vorsitzender der KPD-Landtagsfraktion. 1950 besuchte der den  Bischof Joseph Godehard Machens in Hildesheim, um ihn für einen Demontage-Stopp der ehemaligen Reichswerke Hermann Göring in Salzgitter zu gewinnen.
Im Jahr 1950 wurde Landwehr wegen Verächtlichmachung der britischen Militärgerichtsbarkeit in drei Zeitungsartikeln in der KPD-Zeitung Die Wahrheit zu einer Gefängnisstrafe von einem Jahr verurteilt. Ludwig Landwehr war VVN-Vorsitzender von Niedersachsen und Mitglied des Internationalen Buchenwaldkomitees. 1962 startete Ludwig Landwehr eine Kampagne gegen Wolfgang Otto, den er auf Grund der Aussage des ehemaligen Buchenwaldhäftlings Marian Zgoda des Mordes an Ernst Thälmann bezichtigte. Eine im Oktober 1966 geplante Pressekonferenz, in der Landwehr Dokumente vorstellen wollte, die dem Bundespräsidenten Heinrich Lübke die Beteiligung am Bau von Konzentrationslagern nachweisen sollten, wurde polizeilich mit der Begründung verboten, dass damit die verbotene KPD hätte gefördert werden sollen. Eine von Landwehr einberufene Pressekonferenz am 8. Februar 1968 im Frankfurter Hotel „Hamburger Hof“ sollte einen Programmentwurf einer neuen KPD vorstellen. Die Pressekonferenz wurde aufgelöst durch den Frankfurter Polizeipräsidenten auf Anordnung des hessischen Innenministers nach Ersuchen des Bundesinnenministeriums wegen Förderung der Ziele der verbotenen KPD. Landwehr war später im Parteivorstand der DKP.

## Schriften
- „Recht und Richter“, Osnabrück oJ [1961]
- „Alarmierende Tatsachen - Eine Dokumentation über die Verfolgung von Atomkriegsgegnern und Antifaschisten“, Osnabrück 1961.
- „NS-Juristen in Niedersachsen - Namenskatalog, Urteile, Personalakten“, Hgg. von Vereinigung der Verfolgten des Naziregimes (VVN), Hannover 1964.
- „Zu den Vorschlägen Max Reimanns an die Bundesregierung“, und KPD-Verbot – Handhabe zum Eingreifen der politischen Polizei und Justiz in das persönliche und berufliche Schicksal von Hunderttausenden, in: Wolfgang Abendroth, Helmut Ridder und Otto Schönfeldt: „KPD-Verbot oder mit Kommunisten leben?“ Roro Verlag, 1968
- (zusammen mit Max Reimann, Willi Mohn und Otto Niebergall): „KPD-Verbot. Ursachen und Folgen 1956-71“, Frankfurt/M. 1971
- „... interessant war's eigentlich immer!“: aus den Lebenserinnerungen des Ludwig Landwehr, Osnabrück.

## Filmographie
- Verfolgte wieder verfolgt, Dokumentarfilm – DDR, 1963, s/w, 17 min Wolfgang Landvogt, DEFA-Studio für Dokumentarfilme[6]
- Und jeder hatte einen Namen. Ettersberg (Buchenwald) [AT], Dokumentarfilm – DDR, 1974 Gerhard Jentsch, DEFA-Studio für Kurzfilme, Potsdam-Babelsberg; für die Nationale Mahn- und Gedenkstätte Buchenwald, Weimar[7]